# 川辺 (企業)
川辺株式会社（かわべ）は、東京都新宿区に本社を置くハンカチ、スカーフ等の製造・販売や輸入を手がける企業である。

## 沿革
- 1923年 - ハンカチーフ製造卸売業の「川辺富造商店」を創業。
- 1940年 - 「有限会社川辺富造商店」設立。
- 1942年 - 「株式会社川辺富造商店」に改組。
- 1951年 - スカーフの製造･卸売開始。
- 1954年 - 大阪支店を開設。
- 1961年 - 札幌店（現:札幌営業所）、名古屋店（現:名古屋営業所）開設。
- 1964年 - 「川辺株式会社」に商号変更。
- 1973年 - 福岡支店開設。
- 1979年 - 株式を店頭公開。
- 1980年 - タオルの製造・卸売開始。
- 2004年 - 店頭登録を取消し、ジャスダック証券取引所に株式を上場。
- 2006年 - 株式会社モノライフ（2012年にソルティが吸収合併し消滅）を子会社化し、バッグ類等の企画卸売を開始。
- 2007年 - レインボーワールド株式会社･芝崎染工株式会社（後にレインボーワールドが吸収合併し消滅）を子会社化。
- 2009年 - 東西の物流拠点を統合し、今治センターを開設。株式会社ソルティーを子会社化。
- 2010年 - 大証とジャスダックの統合に伴い、大阪証券取引所JASDAQに株式を上場。香水等の販売事業を開始。
- 2011年 - 川辺(上海)商貿有限公司を設立。
- 2013年 - 東証と大証の統合に伴い、東京証券取引所JASDAQに株式を上場。
- 2021年 - 一広株式会社の子会社となる[1]。

## 事業所
- 本社・東京支店 - 東京都新宿区四谷4丁目16-3
- 大阪支店 - 大阪市中央区南船場2丁目5-8 長堀コミュニテイービル10階
- 福岡支店 - 福岡市中央区赤坂1丁目15-33 ダイアビル福岡赤坂1F
- 今治センター - 愛媛県今治市南日吉町1丁目1-22

## グループ会社
- ソルティー
- レインボーワールド
- 川辺（上海）商貿有限公司